# 니시오사키촌 (미야기현)
니시오사키촌(西大崎村)은 1954년까지 일본 미야기현 다마쓰쿠리군에 있던 촌이다. 현재의 오사키시 이와데야마시모메·이와데야마미나미사와 및 후루카와미나미사와에 해당한다.

## 역사
- 1889년 4월 1일 - 정촌제 시행에 읳 오사키촌을 니시오사키촌과 히가시오사키촌에 분립해 성립하였다.,
- 1954년 4월 1일 - 이와데야마정, 이치쿠리촌, 마야마촌과 합병해 새로운 이와데야마정이 되었다.

## 교통

### 철도
- 국철 리쿠우토선

※합병 후 1960년에 가미이와데야마역이 개업, 1997년 에 니시오오사키역으로 개칭).